# Jockfallet

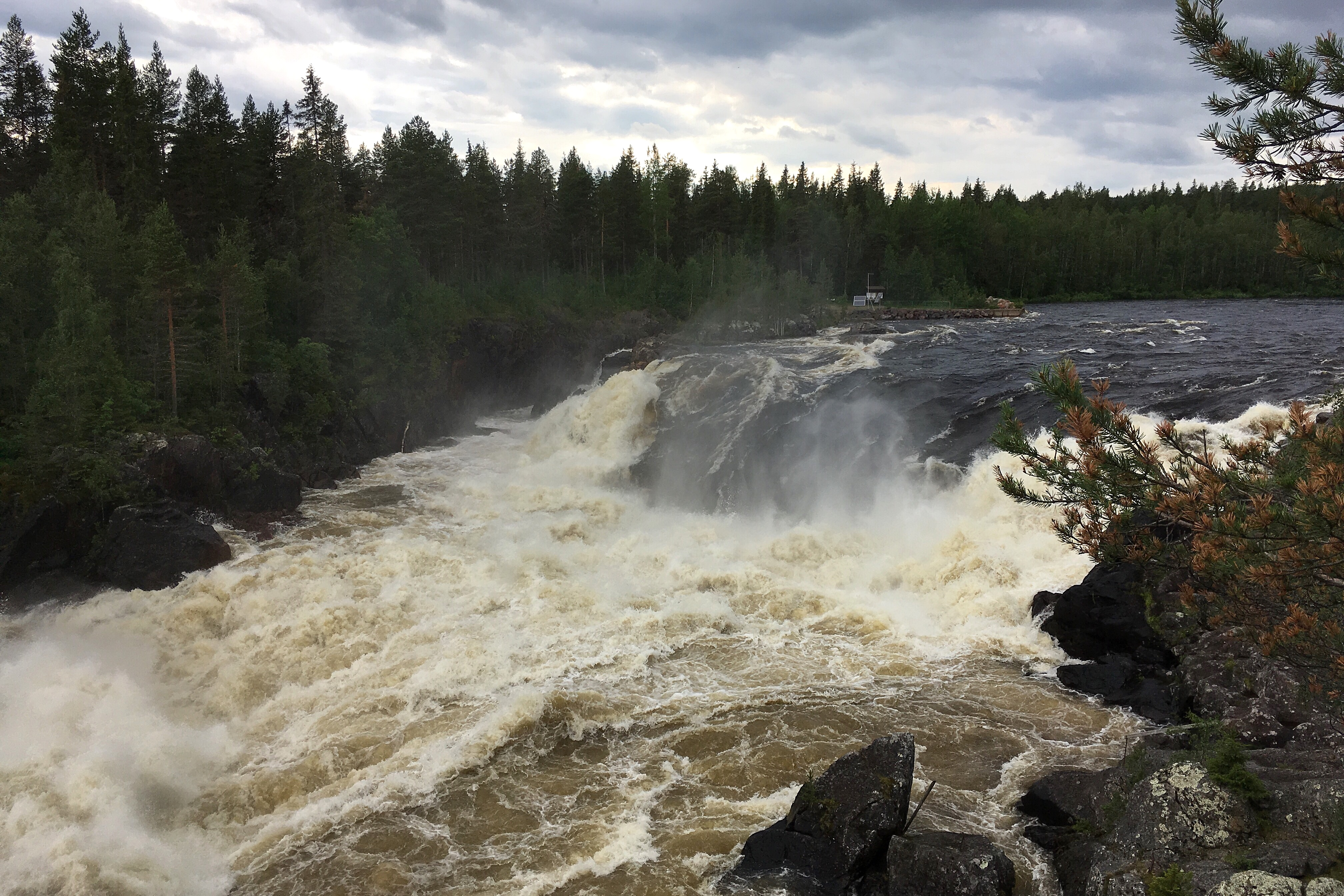
Jokkfallet 2016.

Jockfallet (meänkieli: Jokilinkka) är det största vattenfallet i Kalixälven. Det är beläget vid byn Jockfall i Överkalix kommun. I Jockfallet finns Kalixälvens enda laxtrappa, där det passerar 5 000 till 13 000 laxar per år. Medeltalet ligger ungefär på 8 000. Vattenfallet mäter 9 meter och kan beskådas från bron som är nästan direkt ovanför vattenfallet, och bjuder på ett magnifikt skådespel. Då Kalixälven är en av Sveriges sista oreglerade älvar varierar vattenståndet med cirka 5 meter beroende på årstid.